# 極道戦国志 不動
『極道戦国志 不動』（ごくどうせんごくし ふどう）は、1996年に製作された日本の任侠映画。谷村ひとしの同名の漫画（未完）を原作とする。三池崇史監督作品。R-18指定作品。

## キャスト
- 九州仁王会系不動一家若頭 不動力：谷原章介
- 神戸夜叉組五代目組長 能間大元：竹内力
- 愛染明：高野拳磁
- 九州仁王会系不動一家組長 不動巌：峰岸徹
- 観音寺ミカ：野本美穂
- 善財童子：剱持たまき
- 新任教師 弥勒純：神野毬絵
- 権藤明博：新妻聡
- 金剛寺吽平：シーザー武志
- 萩原賢三
- 三上剛仙
- 増長天海：港雄一
- 古井榮一
- 森羅万象
- 伊藤克
- 殺し屋：ミッキー・カーチス
- たれこみ屋：田口トモロヲ
- 崎山凛
- 坂田雅彦
- 淺野潤一郎
- 木村圭作
- 塩山義高
- 土平友厚
- 能間大元のボディーガード：佐藤二朗
- 菅田俊

## スタッフ
- 監督：三池崇史（1）福岡芳穂（2・3）
- 脚本：森岡利行
- 助監督：辻裕之

## ソフト
- 極道戦国志 不動（1996年12月6日）
- 極道戦国志 不動2（1997年11月28日）
- 極道戦国志 不動3（1998年1月30日）
- 極道戦国志 不動 DVD-BOX（2004年4月23日）

## 原作
- 谷村ひとし「不動　極道戦国志」全2巻（ワニブックス刊）